# Альоша Матко
Альоша Матко (словен. Aljoša Matko; нар. 29 березня 2000, Ново Место) — словенський футболіст, нападник клубу «Целє».

## Клубна кар'єра
Вихованець клубу «Мариборі». У 2019 році для отримання ігрової практики був відданий в оренду в клуб «Браво», де дебютував у словенській Першій лізі і провів там 34 матчі, забивши 15 голів. Повернувшись 2020 року до «Марибору», став залучатись до матчів першої команди.
12 серпня 2021 року, Альоша перейшов до шведського клубу «Гаммарбю».
1 лютого 2022 року на правах оренди перейшов до команди «Олімпія» (Любляна).
15 серпня 2022 року уклав контракт з клубом «Целє».

## Виступи за збірні
Гравець юнацьких та молодіжних збірних Словенії. З молодіжною командою поїхав на домашній молодіжний чемпіонат Європи 2021 року в Угорщині та Словенії, де в матчі проти Чехії відзначився голом.

## Досягнення
- Чемпіон Словенії (1):

«Целє»: 2023/24
- Володар Кубка Словенії (1):

«Целє»: 2024/25
Індивідуальні
- Кращий бомбардир чемпіонату Словенії: 2023/24 (18 голів)